# Заградец
Заградец (на албански: Buzëliqen) е село в Албания в община Девол, област Корча.

## География
Селото е разположено на южния бряг на Малкото Преспанско езеро.

## История
Селото се споменава в османски дефтер от 1530 година под името Заградише, спахийски зиамет и тимар, с 3 ханета мюсюлмани, 1 мюсюлманин ерген, 35 ханета гяури, 3 ергени гяури и 3 вдовици гяурки.
На Етнографската карта на Битолския вилает на Картографския институт в София от 1901 година Заградец е чисто албанско мюсюлманско село в Корчанската каза на Корчанския санджак с 10 къщи.
В началото на XXI век езиковедите Клаус Щайнке и Джелал Юли провеждат теренно изследване сред описваните в литературата в миналото като славяноговорещи селища в Албания. Заградец е отбелязано от тях като напълно албаноговорещо. Боривое Милоевич пише в 1921 година („Южна Македония“), че Заградец има 8 къщи арнаути мохамедани.
До 2015 година селото е част от община Център Билища.